# Antillanca (grupo vulcânico)
Antillanca Grupo é um grupo vulcânico de cone de escória, maars e pequenos estratovulcões, no Chile. O Casablanca (estratovulcão) é o vulcão mais alto do grupo, que abriga a Antillanca ski resort em seu flanco oeste. Aguas Calientes e Puyehue Hot springs também fazem parte deste grupo vulcânico. O complexo abrange 380  km² e ao oeste é delimitada pelos lagos Puyehue e Rupanco. 
Uma grande parte do grupo de Antillanca encontra-se dentro Parque Nacional de Puyehue. O complexo é vizinho dos vulcões Puyehue, Cordón Caulle, Puntiagudo e Osorno.